# Ephippidae

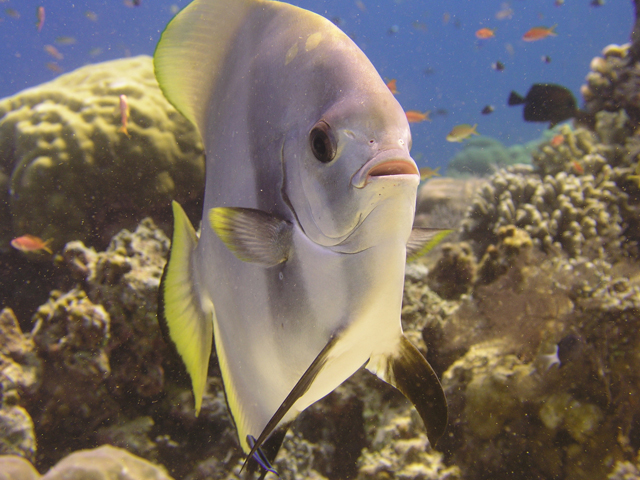
Platax pinnatus.

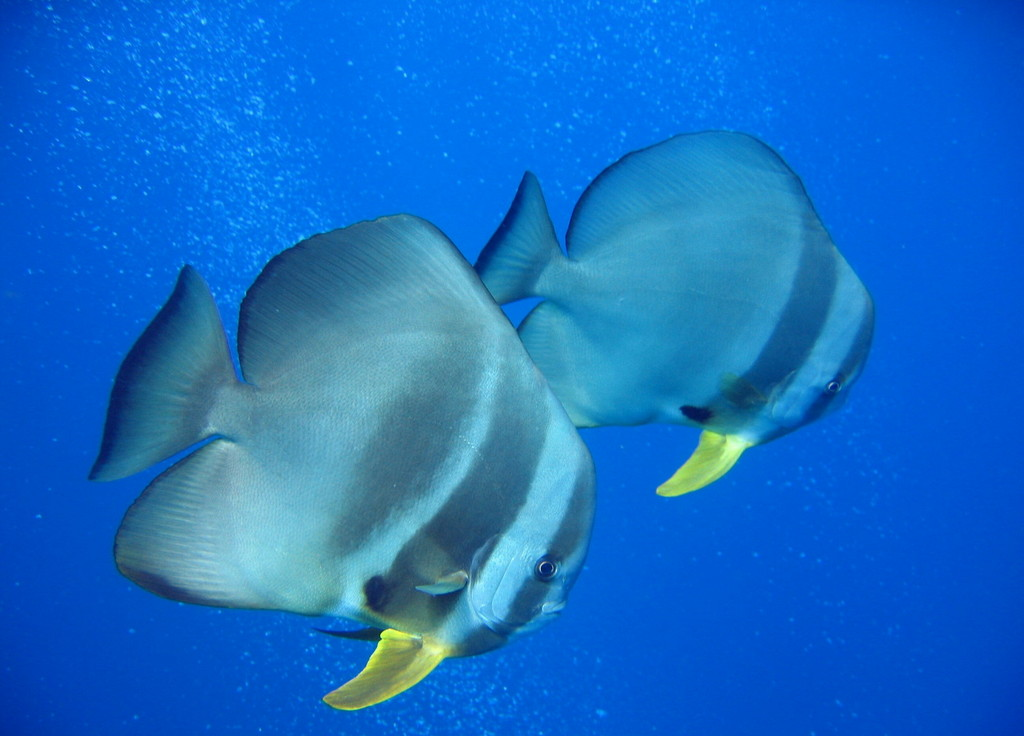
Platax teira.

Las pagualas o peluqueros (familia Ephippidae) son una familia de peces marinos, raramente en estuarios, incluida en el orden Perciformes y distribuidos por los océanos Atlántico, Índico y Pacífico.
Tienen el cuerpo profundamente comprimido lateralmente, la boca pequeña con vómer y palatino sin dientes.
Son omnívoros, alimentándose de algas y de pequeños invertebrados.
Los juveniles de todas las especies del género Platax son especies de acuariofilia populares y no problemáticas, pero crecen demasiado rápido.
Aparecen por primera vez en el registro fósil durante el Eoceno inferior, durante el Terciario inferior.

## Géneros y especies
Existen 15 especies agrupadas en 8 géneros:
- Género Chaetodipterus (Lacepède, 1802)
  - Chaetodipterus faber (Broussonet, 1782) - Paguara, Chabela, Isabelita, Paguala, Mono, Mochila, Chirivita, Sabaleta, etc.
  - Chaetodipterus lippei (Steindachner, 1895) - Paguala negra.
  - Chaetodipterus zonatus (Girard, 1858) - Peluquero, Paguala peluquero, Chambo, Camiseta, Leonora, Palma rayada, etc.
- Género Ephippus (Cuvier, 1816)
  - Ephippus goreensis (Cuvier, 1831) - Paguala africana.
  - Ephippus orbis (Bloch, 1787)
- Género Parapsettus (Steindachner, 1876)
  - Parapsettus panamensis (Steindachner, 1876) ) - Curaca, Curaca zapatero, Palma, Yambo.
- Género Platax (Cuvier, 1816) - Peces murciélago.
  - Platax batavianus (Cuvier, 1831)
  - Platax boersii (Bleeker, 1852)
  - Platax orbicularis (Forsskål, 1775)
  - Platax pinnatus (Linnaeus, 1758)
  - Platax teira (Forsskål, 1775)
- Género Proteracanthus (Günther, 1859)
  - Proteracanthus sarissophorus (Cantor, 1849)
- Género Rhinoprenes (Munro, 1964)
  - Rhinoprenes pentanemus (Munro, 1964)
- Género Tripterodon (Playfair en Playfair y Günther, 1867)
  - Tripterodon orbis (Playfair, 1867)
- Género Zabidius (Whitley, 1930)
  - Zabidius novemaculeatus (McCulloch, 1916)